# Vallesiacus
Vallesiacus est une épithète attribuée à plusieurs taxons valaisans en hommage aux découvertes faites par certains scientifiques au cours des siècles derniers. 
On retrouve ainsi :
- Alchemilla vallesiaca (plante) Alchémille
- Anthyllis vulneraria ssp. vallesiaca (plante)[1]
- Artemisia vallesiaca (plante) Armoise
- Carex vallesiaca (plante) Jonc
- Centaurea vallesica (plante)  Centaurée
- Cheiranthus vallesiacus (fleur) Giroflée
- Chrysolina (Stichoptera) latecincta vallesiaca (coléoptère)
- Cydia vallesiaca (papillon)
- Dichagyris vallesiaca (papillon de nuit)
- Festuca vallesiaca (plante) Fétuque
- Gymnotraunsteinera vallesiaca (fleur)
- Koeleria vallesiaca (plante)[2]
- Laspeyresia vallesiaca (plante)
- Luzula campestris var. vallesiaca (plante) Luzule
- Matthiola fruticulosa vallesiaca (fleur)
- Micrasterias papillifera var. vallesiaca (algue)
- Mucor vallesiacus (champignon)
- Ochromonas vallesiaca (microalgue)
- Orchigymnadenia vallesiaca (plante)
- Psora vallesiaca (lichen)
- Salix vallesiaca Schleicher (plante) Saule
- Selaginella spinosa P.Beauv. subsp. vallesiaca (plante) Sélaginelle
- Silene vallesiaca (plante)